# Dennis Ritchie

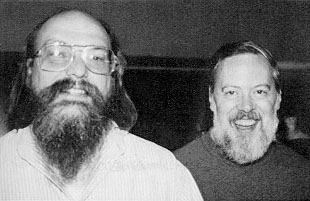
Ken Thompson & Dennis Ritchie (rechts)

Dennis MacAlistair Ritchie (Bronxville (New York), 9 september 1941 – Berkeley Heights, 12 oktober 2011) was een Amerikaans informaticus en programmeur. Hij was samen met Brian Kernighan een van de grondleggers van de programmeertaal C. In 1983 kreeg hij de Turing Award. In 1999 ontving hij net als Ken Thompson de National Medal of Technology 1998 uit handen van president Bill Clinton.
Ritchie begon in 1967 zijn werkzame leven bij het Bell Labs Computing Sciences Research Center, en werkte ten tijde van zijn pensionering in 2007 als hoofd van de Lucent Technologies System Software Research afdeling. Behalve een van de grondleggers van C was hij rond 1969 samen met Ken Thompson een van de belangrijkste grondleggers van UNIX.
In 2011 werd de Japanprijs aan hem toegekend.
Hij woonde in Murray Hill, waar ook het hoofdkwartier van Bell Labs was gevestigd, en overleed op 70-jarige leeftijd na een lang ziekbed.
1966: Alan J. Perlis ·
1967: Maurice V. Wilkes ·
1968: Richard Hamming ·
1969: Marvin Minsky ·
1970: J.H. Wilkinson ·
1971: John McCarthy ·
1972: Edsger Dijkstra ·
1973: Charles W. Bachman ·
1974: Donald E. Knuth ·
1975: Allen Newell, Herbert Simon ·
1976: Michael Rabin, Dana S. Scott ·
1977: John Backus ·
1978: Robert W. Floyd ·
1979: Kenneth E. Iverson ·
1980: Tony Hoare ·
1981: Edgar F. (Ted) Codd ·
1982: Stephen A. Cook ·
1983: Ken Thompson, Dennis M. Ritchie ·
1984: Niklaus Wirth ·
1985: Richard M. Karp ·
1986: John Hopcroft, Robert Tarjan ·
1987: John Cocke ·
1988: Ivan Sutherland ·
1989: William Kahan ·
1990: Fernando J. Corbató ·
1991: Robin Milner ·
1992: Butler Lampson ·
1993: Juris Hartmanis, Richard E. Stearns ·
1994: Edward Feigenbaum, Raj Reddy ·
1995: Manuel Blum ·
1996: Amir Pnueli ·
1997: Douglas Engelbart ·
1998: Jim Gray ·
1999: Frederick P. Brooks, Jr. ·
2000: Andrew Chi-Chih Yao ·
2001: Ole-Johan Dahl, Kristen Nygaard ·
2002: Ron Rivest, Adi Shamir, Leonard M. Adleman ·
2003: Alan Kay ·
2004: Vinton G. Cerf, Robert E. Kahn ·
2005: Peter Naur ·
2006: Frances E. Allen ·
2007: Edmund M. Clarke, E. Allen Emerson, Joseph Sifakis ·
2008: Barbara Liskov ·
2009: Charles Thacker ·
2010: Leslie Valiant ·
2011: Judea Pearl ·
2012: Shafi Goldwasser, Silvio Micali ·
2013: Leslie Lamport ·
2014: Michael Stonebraker ·
2015: Martin Hellman, Whitfield Diffie ·
2016: Tim Berners-Lee ·
2017: John L. Hennessy, David Patterson ·
2018: Yoshua Bengio, Geoffrey Hinton, Yann LeCun ·
2019: Patrick M. Hanrahan, Edwin E. Catmull ·
2020: Alfred Aho, Jeffrey Ullman ·
2021: Jack Dongarra ·
2022: Robert Metcalfe ·
2023: Avi Wigderson